# 巴黎摩天輪

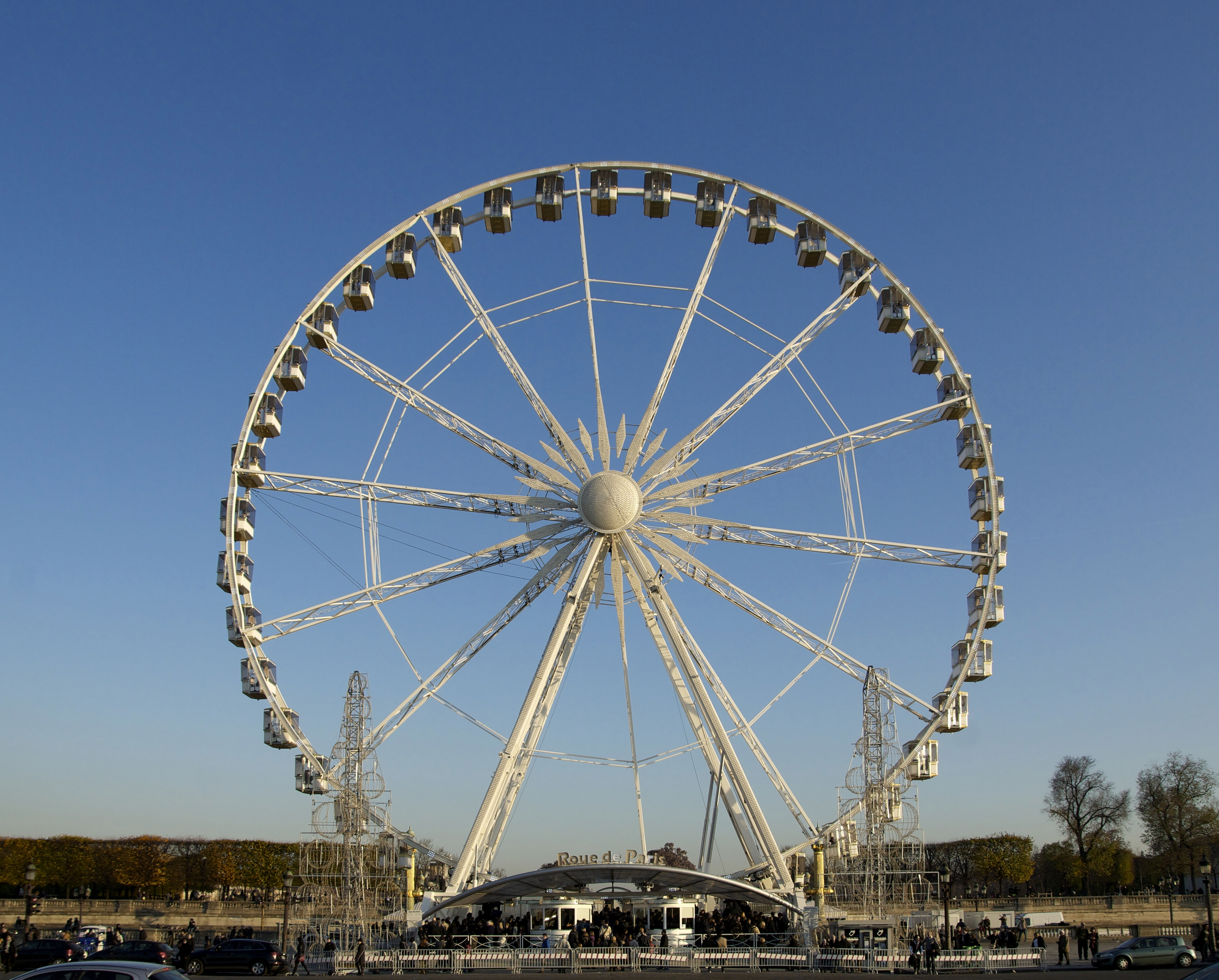
法国巴黎协和广场上的巴黎摩天輪

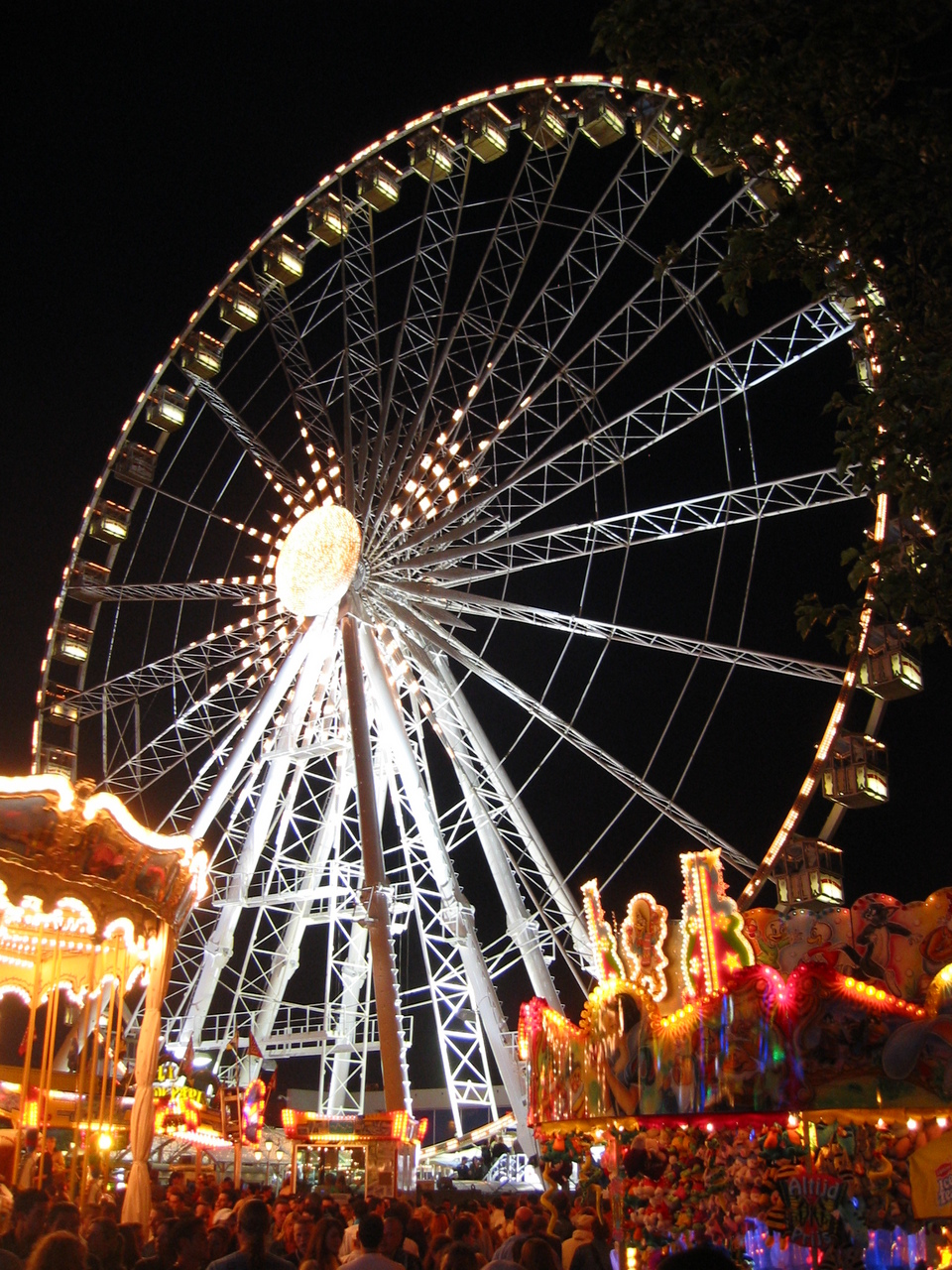
位於荷兰赫伦的巴黎摩天輪

巴黎摩天輪（Roue de Paris）是一個60-（200-英尺）高  的可移动摩天轮，一開始它位於法国巴黎协和广场，當時法國為了庆祝千禧年活动而特意在當地安裝了摩天輪。 2002年摩天輪离开巴黎，此后摩天輪前往世界各地。該摩天輪可以在72小时内安装完毕，并在60小时内拆除。

## 外部連結
- lagranderoue.eu （页面存档备份，存于）